# James Grant Duff
James Grant Duff, född den 8 juli 1789 i Banff i Skottland, död den 23 september 1858, var en anglo-indisk ämbetsman och historieskrivare, far till sir Mountstuart Elphinstone Grant Duff. Han hette ursprungligen Grant, men upptog 1825 namnet Duff efter sin mödernesläkt, då han ärvde dess gods. 
Duff anställdes 1805 i ostindiska kompaniets tjänst, ingick kort därpå i indiska armén och blev snart en av den berömde statsmannen Mountstuart Elphinstones förtrognaste vänner och medhjälpare. Duff var 1818-1822 resident i Sattara och lyckades genom sin utmärkta kännedom om de infödda indiernas karaktär där under svåra omständigheter upprätthålla brittisk ordning mitt i marathernas land. Med bruten hälsa återvände han sedan till hemlandet och utgav 1826 sin monumentala
History of the mahrattas, ett av den anglo-indiska historieskrivningens klassiska arbeten.